# Golte
Golte ist der Name einer zerklüfteten Karst-Hochebene auf einer Höhe von 1200 bis 1500 m über dem Meeresspiegel in den Steiner Alpen. Golte  ist insbesondere bekannt durch das Golte-Skigebiet und das Wandergebiet des Golte-Landschaftsparks.

## Lage
Das Golte-Plateau liegt nördlich des Oberen Savinja-Tals und ist von Radegunda, Gemeinde Mozirje über Pendelbahn oder Gebirgsstraße erreichbar.

## Golte-Landschaftspark
Die Alm Golte ist ein geschützter Landschaftsschutzpark und im Sommer ein beliebter Ort für Wanderer, Gleitschirmflieger, Ausflügler und andere Naturliebhaber. Die Pendelbahn führt zu Besichtigungen 1.400 m. Golte ist übersät mit Schluchten, Dolinen und Karsthöhlen, die als Naturwerte von nationaler Bedeutung geschützt sind. Auch das Gebiet der Höhlen steht unter Schutz von NATUR 2000. Im Alpengarten werden mehr als 100 einheimische Pflanzen präsentiert.